# 대한민국 민법 제1013조
대한민국 민법 제1013조는 협의에 의한 분할에 대한 민법 친족상속법 조문이다. 피상속인은 유언으로 상속재산의 분할방법을 정하거나 이를 정할 것을 제3자에게 위탁하지 않았다면 공동상속인이 언제든지 협의에 의해 재산 분할을 허용하며 분할의 방법에 관하여 협의가 없다면 공동상속인은 법원에 그 분할을 청구할 수 있도록 하고 있다. 
본 조는 1958년 2월 22일 법률 제471호로 제정되었으며, 1960년 1월 1일부터 시행되었다. 본 조 제2항에 따른 상속재산의 분할에 관한 처분은 가정법원의 전속관할이다.

## 조문
제1013조(협의에 의한 분할) ① 전조의 경우외에는 공동상속인은 언제든지 그 협의에 의하여 상속재산을 분할할 수 있다.
②제269조의 규정은 전항의 상속재산의 분할에 준용한다.

第1013條 (協議에 依한 分割)①前條의 境遇外에는 共同相續人은 언제든지 그 協議에 依하여 相續財産을 分割할 수 있다.
②第269條의 規定은 前項의 相續財産의 分割에 準用한다.

## 비교 조문
제1012조(유언에 의한 분할방법의 지정, 분할금지) 피상속인은 유언으로 상속재산의 분할방법을 정하거나 이를 정할 것을 제삼자에게 위탁할 수 있고 상속개시의 날로부터 5년을 초과하지 아니하는 기간내의 그 분할을 금지할 수 있다.

제269조(분할의 방법) ① 분할의 방법에 관하여 협의가 성립되지 아니한 때에는 공유자는 법원에 그 분할을 청구할 수 있다.
②현물로 분할할 수 없거나 분할로 인하여 현저히 그 가액이 감손될 염려가 있는 때에는 법원은 물건의 경매를 명할 수 있다.

## 판례
- 상속재산에 관하여 공동상속인 상호간에 민법 제1013조의 규정에 의한 협의분할이 이루어짐으로써 공동상속인 중 1인이 고유의 상속분을 초과하는 재산을 취득하게 되었다고 하여도 상속재산의 분할은 상속개시된 때에 소급하여 그 효력이 있으며, 따라서 이는 상속개시 당시에 피상속인으로부터 직접 승계받은 것으로 보아야 한다.[2]
- 민법 제1015조에 의하면 상속재산의 분할은 상속개시된 때에 소급하여 그 효력이 있으므로 공동상속인 상호간에 상속재산에 관하여 민법 제1013조의 규정에 의한 협의분할이 이루어짐으로써 공동상속인 중 1인이 고유의 상속분을 초과하는 재산을 취득하게 되었다고 하여도 이는 상속개시당시에 피상속인으로부터 승계받은 것으로 보아야 하고 다른 공동상속인으로부터 증여받은 것으로 볼 것이 아니다.[3]

### 공동상속인 협의에 의한 상속재산 분할
- 공동상속인 전원의 동의가 있어야 유효하다[4]

## 같이 보기
- 상속
- 협의
- 대한민국 민법 제269조
- 가사소송법
- 가정법원